# Petar Bočkaj
Petar Bočkaj (Zagreb, 23. srpnja 1996.) hrvatski je nogometaš koji igra na poziciji lijevog beka i lijevog krila. Trenutačno igra za Varaždin.

## Klupska karijera

### Rana karijera
Godine 2011. Bočkaj je prešao iz krapinskog kluba Zagorec u Dinamo Zagreb u kojem je ostao do 2014. kada je prešao u redove Maksimira. Iste godine prešao je u Inter Zaprešić koji ga je posudio Maksimiru do kraja prve polovice sezone 2014./15. Tada prelazi iz Intera u Maksimir, no već se 3. srpnja 2015. ponovno vraća u Inter Zaprešić.

### Inter Zaprešić
U 1. HNL debitirao je 10. srpnja u utakmici 1. kola 1. HNL 2015./16. u kojoj je Inter igrao 0:0 protiv Rijeke. U svojoj idućoj utakmici za klub, odigranoj osam dana kasnije, Bočkaj je ostvario svoju prvu asistenciju u 1. HNL i to protiv Zagreba s kojim je Inter Zaprešić igrao 1:1. Postigao je gol u svojoj debitantskoj utakmici u Hrvatskom nogometnom kupu odigranoj 22. rujna protiv kluba BŠK Zmaj Blato kojeg je Inter dobio rezultatom 2:3. Postigao je dvije asistencije 11. prosinca u ligaškom susretu protiv Zagreba koji je završio 2:2. U zadnjoj utakmici sezone, ujedno i njegovoj zadnjoj utakmici za klub, Bočkaj je 13. svibnja 2016. postigao asistenciju i jedini pogodak za klub i to protiv Osijeka kojeg je Inter pobijedio 4:2. Za Inter Zaprešić igrao je na poziciji lijevog i desnog beka te desnog krila.

### Lokomotiva Zagreb
Dana 8. srpnja 2016. Bočkaj je prešao iz Intera u Lokomotivu Zagreb. Za Lokomotivu je debitirao u utakmici drugog kvalifikacijskog kola UEFA Europske lige 2016./17. protiv finskog RoPS-a koja je završila 1:1. Za Lokomotivu je u 1. HNL debitirao tri dana kasnije kada je Lokomotiva izgubila 3:1 od Dinama. U uzvratnoj utakmici trećeg kvalifikacijskog kola UEFA Europske lige 2016./17. odigranoj protiv Vorskle iz ukrajinskog grada Poltave koja je poražena 2:3, Bočkaj je postigao svoj prvi gol i asistenciju u dresu Lokomotive te je time Lokomotiva izborila doigravanje. Svoj prvi ligaški gol za Lokomotivu postigao je 16. rujna kada je Cibalia poražena 4:0. Četiri dana kasnije Bočkaj je ostvario svoj debi u kupu za Lokomotivu te je pritom postigao jedan gol protiv Krka kojeg je Lokomotiva dobila rezultatom 1:2. U Lokomotivi je uglavnom igrao na poziciji lijevog beka i lijevog krila.

### Osijek
Nakon završetka sezone 2016./17. Lokomotiva je prodala Bočkaja Osijeku za 400 tisuća eura. Za Osijek je debitirao 29. lipnja 2017. u utakmici prvog kvalifikacijskog kola UEFA Europske lige 2017./18. protiv andorskog kluba Santa Coloma koji je poražen 0:2. Bočkaj je postigao svoja prva dva gola za Osijek u uzvratnoj utakmici odigranoj 6. srpnja kada je Osijek pobijedio s 4:0. Upisao je asistenciju u svojoj debitantskoj ligaškoj utakmici za Osijek koja je odigrana 16. srpnja protiv Rudeša te koja je pritom završila 1:1. Sedam dana kasnije upisao je svoj prvi ligaški pogodak i to protiv Istre 1961 s kojom je Osijek igrao 1:1. U Hrvatskom nogometnom kupu debitirao je 20. rujna kada je Nehaj Senj poražen s visokih 0:6. Postigao je gol i asistenciju 22. listopada u ligaškoj utakmici protiv Rijeke koju je Osijek dobio 1:2. Tri dana kasnije postigao je svoj prvi gol za Osijek u kupu i to u četvrtfinalnoj utakmici koju je Zadar izgubio 0:4. Dana 20. listopada 2018. kada je Rudeš u utakmici 1. HNL poražen 1:4, Bočkaj je prvi put bio dvostruki asistent u dresu Osijeka. U polufinalnoj utakmici Hrvatskog nogometnog kupa 2019./20. odigranoj 31. svibnja 2020., Bočkaj je postigao oba Osijekova gola, no Rijeka je izborila finale pobijedivši Osijek 3:2. Bio je uvršten u najbolju momčad 1. HNL 2019./20. Postigao je dvije asistencije 22. siječnja 2021. kada je Lokomotiva Zagreb u ligaškom susretu bila poražena 0:3. Asistirao je za jedini dva gola Osijeka 8. kolovoza kada je Hrvatski dragovoljac izgubio u ligi 1:2. Također je postigao dvije asistencije 6. studenog kada je Osijek u utakmici 1. HNL rezultatom 3:0 pobijedio Istru 1961. U prvoj polovici sezone 2021./22., Bočkaj je postigao 6 asistencija u 18 ligaških susreta te je pritom bio najbolji asistent lige. U Osijeku je najčešće igrao na pozicijama lijevog beka, lijevog veznog te lijevog i desnog krila.

### Dinamo Zagreb
Na Badnjak 2021. objavljeno je da je Bočkaj, tada ponajbolji igrač Osijeka, glavnog konkurenta zagrebačkom Dinamu za naslov prvaka Hrvatske, potpisao ugovor s potonjim klubom. Osijek je na tom transferu zaradio između 2,5 i 3 milijuna eura. Iznos od tri milijuna eura demantirala je Dinamova uprava.
Za Dinamo je debitirao 11. siječnja 2022. u prijateljskoj utakmici protiv Olimpije Ljubljane koja je poražena 2:0. U idućoj utakmici za klub, također prijateljskoj, odigranoj pet dana kasnije protiv Kopra kojeg je Dinamo pobijedio 4:2, Bočkaj je postigao svoj prvi gol za klub. Za Dinamo je u 1. HNL debitirao 30. siječnja protiv Rijeke koja je poražena 2:0. Svoj prvi gol u 1. HNL postigao je 5. ožujka kada je Dinamo pobijedio Šibenik 3:0.
Postigao je gol i asistenciju 29. srpnja 2022. u ligaškoj utakmici protiv Istre 1961 koja je završila 4:1. Dvaput je asistirao Dini Periću 20. kolovoza u ligaškoj utakmici protiv Osijeka kojeg je Dinamo dobio 5:2. Dana 1. listopada postigao je gol i asistenciju u ligaškoj utakmici protiv Slaven Belupa koja je završilla 4:1.

### Pafos (posudba)
Dinamo je 27. srpnja 2023. posudio Bočkaja ciparskom Pafosu. Za Pafos je debitirao 18. kolovoza u ligaškoj utakmici protiv Karmiotisse koja je izgubila 3:0. Svoj prvi klupski pogodak postigao je u svom idućem nastupu 2. rujna kada je AEL Limassol poražen 3:1 u ligi. S Pafosom je osvojio Ciparski nogometni kup.

### Varaždin
S Varaždinom je potpisao ugovor 2. srpnja 2025., dva dana nakon što je raskinuo ugovor s Dinamom.

## Reprezentativna karijera
Tijekom svoje omladinske karijere nastupao je za selekcije Hrvatske do 17, 18 i 21 godine. Za selekciju do 17 godina ostvario je samo jedan nastup i to u utakmici Svjetskog prvenstva protiv Maroka od kojeg je Hrvatska izgubila 1:3.

## Priznanja

### Individualna
- Trofej Nogometaš – Član momčadi godine 1. HNL: 2019./20., 2021./22.

### Klupska
Dinamo Zagreb
- 1. HNL/HNL (2): 2021./22., 2022./23.
- Hrvatski nogometni superkup (2): 2022., 2023.

Pafos
- Ciparski nogometni kup (1): 2023./24.

## Vanjske poveznice
- Profil, Hrvatski nogometni savez
- Profil, Soccerway (engl.)
- Profil, Transfermarkt (engl.)